# Paul Horowitz
Paul Horowitz (1942) è un fisico e Ingegnere elettronico statunitense conosciuto principalmente per il suo lavoro nella progettazione elettronica, e meno per il suo ruolo nella ricerca di intelligenza extraterrestre (SETI).